# USS Seawolf (SSN-575)
USS Seawolf (SSN-575) – drugi w kolejności amerykański okręt podwodny napędzany siłownią atomową, jednocześnie jedyna w dotychczasowej historii amerykańska jednostka tej klasy napędzana reaktorem chłodzonym ciekłym metalem. USS "Seawolf" był też drugim okrętem podwodnym na świecie napędzanym siłownią jądrową.

## Geneza
Po zakończonym sukcesem programie napędu jądrowego, już w trakcie budowy pierwszego okrętu z napędem atomowym – USS "Nautilus" (SSN-571), marynarka wojenna Stanów Zjednoczonych zamówiła drugi okręt podwodny napędzany siłownią jądrową – o nazwie USS "Seawolf" (SSN-575). Okręt ten miał zasadniczo podobną konstrukcję do "Nautilusa", wyjątkiem był zastosowany na tej jednostce rodzaj reaktora – chłodzony ciekłym sodem reaktor LMFR typu SIR (Submarine Intermediate Reactor). Ciekły sód jest bardziej wydajnym wymiennikiem ciepła niż woda pod ciśnieniem (jak w reaktorach PWR), jego użycie mogło zatem umożliwić osiąganie przez okręt wyższych prędkości. W reaktorze SIR, zamiast chłodziwa w postaci wody pod ciśnieniem w zamkniętym obiegu reaktora, zastosowano zatem ciekły sód do wymiany ciepła pomiędzy reaktorem a generatorem pary. Marynarka zbudowała w West Milton w stanie Nowy Jork zainstalowany na lądzie prototyp reaktora – SIR Mk 1. Prototyp ten, którego oznaczenie zmieniono później na S1G, zdolny był do zużycia całej rocznej produkcji ciekłego sodu Stanów Zjednoczonych. Niemal identyczna z reaktorem S1G jednostka, o oznaczeniu S2G, zastosowana została w siłowni USS "Seawolf". Kontrakt na budowę tego okrętu został podpisany ze stocznią Electric Boat w Groton w stanie Connecticut, w lipcu 1952 roku.

## Konstrukcja
Drugi atomowy okręt podwodny zamówiony został niecały rok po "Nautilusie". Z powodu dodatkowej obudowy reaktora, przy zasadniczo podobnej konstrukcji, był nieco większy od swego poprzednika, z wypornością nawodną 3420 ton i podwodną 4287 ton oraz długością 332 stóp (102,9 m). Nieco inną konfiguracje miał także jego sonar dziobowy – zmodyfikowany w celu zapewnienia większej efektywności, a struktura kiosku umieszczona została na podwyższeniu.
"Seawolf" został zwodowany 21 lipca 1955 roku. Reakcja łańcuchowa w reaktorze tej jednostki została po raz pierwszy zainicjowana 25 czerwca 1956 roku. W trakcie przeprowadzonych w doku testów z 20 sierpnia tego samego roku, wystąpiła awaria prawoburtowego konwektora i miały miejsce dwa wycieki pary z systemu rur łączących wymiennik ciepła z generatorem pary. Reaktor został zatrzymany, po czym ustalono, iż awaria spowodowana została przez wyciek stopu sodu i potasu na rozgrzane rury wymiennika. Już w trakcie wygaszania reaktora, zaobserwowano dodatkowe wycieki w prawoburtowym generatorze pary. Modyfikacje systemu generatora pary mające doprowadzić do usunięcia przyczyny awarii zajęły ponad trzy kolejne miesiące, zanim okręt mógł wznowić testy w doku. Jednak pierwszego grudnia zaobserwowano dwa kolejne wycieki stopu sodu i potasu przy prawym generatorze pary, co spowodowało konieczność kolejnych napraw. Testy morskie USS "Seawolf" rozpoczęły się więc z opóźnieniem dopiero 21 stycznia 1957 roku. Okręt był w stanie operować jedynie z mocą odpowiadającą tylko osiemdziesięciu procentom jego mocy konstrukcyjnej. Ostatecznie, 30 marca 1957 roku drugi na świecie okręt podwodny z napędem atomowym został wcielony do służby w US Navy.

## Służba
Na pierwszy patrol operacyjny okręt wyszedł pod dowództwem komandora "Dicka" Laninga. Zadaniem okrętu w tym rejsie było przeprowadzenie ćwiczeń w zakresie działań przeciwpodwodnych. 26 września 1957 roku, jako pierwsza osoba na tak wysokim stanowisku, pod pokład okrętu atomowego wszedł prezydent Dwight Eisenhower, który wraz z "Seawolfem" odbył podróż do Nowej Anglii. W czasie rejsu okręt doświadczył kilku problemów z nieznanymi wcześniej niezwykłymi zjawiskami. Czasami, na przykład, kadłub okrętu świecił w ciemności. Blask był efektem znanego dziś promieniowania Czerenkowa – niebieskawej poświaty emitowanej przez naładowane cząstki poruszające się w ośrodku materialnym z prędkością relatywistyczną. Obserwowana wokół reaktora poświata nie jest niebezpieczna, w tym czasie była jednak nowością.

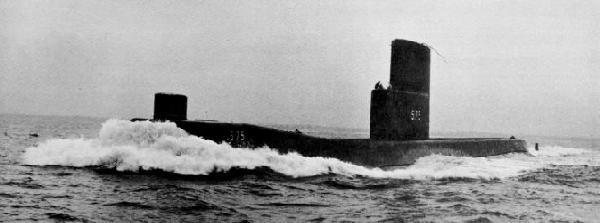
USS "Seawolf" (SSN-575 – widoczna podniesiona struktura kiosku

Jesienią 1958 roku, "Seawolf" po raz pierwszy zademonstrował swoje podwodne możliwości okrętu z napędem atomowym, kiedy pod dowództwem komandora Laninga pobił światowy rekord dystansu podwodnego rejsu – 13 761 mil morskich (25 500 km), pozostając w zanurzeniu przez 60 dni. Okręt z powodzeniem operował dzięki swojemu chłodzonemu ciekłym sodem reaktorowi, przez łącznie 21 miesięcy. Z powodu jednak nadrzędnych – jak wyraził się Hyman G. Rickover – względów technicznych i bezpieczeństwa, postanowiono zrezygnować z tego rodzaju reaktorów w napędzie okrętów. W tym czasie gotowy był już drugi rdzeń reaktora dla "Seawolfa", również Biuro Okrętów US Navy (Bureau of Ships – BuShips) oraz komandor Laning rekomendowali jedynie uzupełnienie paliwa jądrowego okrętu – z uwagi na potrzeby szkoleniowe w zakresie działań ZOP okrętów z napędem atomowym. Wymiana paliwa bowiem jest jedynie trzymiesięcznym procesem, podczas gdy wymiana całego reaktora zajmuje dwa lata. Hyman Rickover podjął decyzję o odzyskaniu uranu z pozostającego do dyspozycji rdzenia. Pod koniec 1958 roku, "Seawolf" powrócił do stoczni Electric Boat, gdzie wymontowano jego reaktor zastępując go kopią chłodzonego wodą reaktora S2W zastosowanego na USS "Nautilus". Oryginalny wyjęty z "Seawofla" reaktor SIR/S2G – bez wyciągniętego rdzenia paliwowego, lecz wciąż radioaktywny – został zabrany na barkę i zatopiony w oceanie około 220 mil morskich od brzegu (na wysokości granicy między stanami Delaware i Maryland), na głębokości około 9500 stóp (2 896 metrów). Stanowi to jedyny do dziś amerykański przypadek celowego zatopienia reaktora w morzu Wyposażony w nowy reaktor PWR, okręt powrócił do służby 30 września 1960 roku i kontynuował służbę operacyjną aż do marca 1987 roku. Większość czasu w późniejszym okresie służby spędził uczestnicząc w tajnych badaniach naukowych, misjach wywiadowczych oraz wydobywczych z dna morskiego. W celu przygotowania go do tych zadań, okres od maja 1965 roku do sierpnia 1967 spędził w stoczni Portsmouth Naval Shipyard, gdzie zostało wymienione paliwo jądrowe oraz dodana jedna sekcja w śródokręciu, w celu umożliwienia dostępu do morza nurków głębinowych, ze sprzętem umożliwiającym nurkowanie na głębokości 185 metrów i większej.
Z uwagi na znaczne rozmiary oraz koszt zarówno "Nautilusa", jak i "Seawolfa", okręty te nie stały się wiodącymi jednostkami nowych typów. United States Navy opracowała za to nowy typ jednostek – Skate.